# Arthur Kluckers
Arthur Kluckers (Luxemburg (stad), 15 maart 2000) is een Luxemburgs wielrenner, hij rijdt sinds 2023 voor Tudor Pro Cycling Team. Hij werd meermaals Luxemburgs kampioen tijdrijden bij de junioren en beloften.

## Palmares

### Veldrijden
| Seizoen  | Wereldbeker | WK       | EK       | LK       | Overige                  | Totaal aantal zeges |          |
| Junioren | Junioren    | Junioren | Junioren | Junioren | Junioren                 | Junioren            | Junioren |
| -------- | ----------- | -------- | -------- | -------- | ------------------------ | ------------------- | -------- |
| 2016-17  |             |          | 33e      |          |                          | 0                   |          |
| 2017-18  |             | 18e      |          | Zilver   | Grand Prix Möbel Alvisse | 1                   |          |
|          |             |          |          |          |                          |                     |          |
| Totaal   | 0           | 0        | 0        | 0        | 1                        | 1                   |          |

### Wegwielrennen

#### Overwinningen
2017
 Luxemburgs kampioen tijdrijden, Junioren
2018
 Luxemburgs kampioen tijdrijden, Junioren
 Olympische Jeugdspelen
2021
 Luxemburgs kampioen op de weg, Beloften
 Luxemburgs kampioen tijdrijden, Beloften
2022
5e etappe Flèche du Sud
 Luxemburgs kampioen tijdrijden, Beloften
4e etappe Ronde van de Elzas
2024
 Luxemburgs kampioen tijdrijden, Elite
2025
 Luxemburgs kampioen op de weg, Elite

#### Resultaten in voornaamste wedstrijden op de weg
|      | \| Jaar \| Milaan-San Remo \| Gent-Wevelgem \| Ronde van Vlaanderen \| Parijs-Roubaix \| Amstel Gold Race \| Ronde van Lombardije \| Parijs-Tours \| \| ---- \| --------------- \| ------------- \| -------------------- \| -------------- \| ---------------- \| -------------------- \| ------------ \| \| 2023 \| 109e \| \| \| \| 42e \| opgave \| \| \| 2024 \| opgave \| \| \| \| opgave \| \| 47e \| \| 2025 \| \| opgave \| 100e \| 74e \| \| \| \| |               |                      |                |                  |                      |              |
| Jaar | Milaan-San Remo | Gent-Wevelgem | Ronde van Vlaanderen | Parijs-Roubaix | Amstel Gold Race | Ronde van Lombardije | Parijs-Tours |
| 2023 | 109e |               |                      |                | 42e              | opgave               |              |
| 2024 | opgave |               |                      |                | opgave           |                      | 47e          |
| 2025 | | opgave        | 100e                 | 74e            |                  |                      |              |

## Ploegen
- 2019 –  Leopard Pro Cycling
- 2020 –  Leopard Pro Cycling
- 2021 –  Leopard Pro Cycling
- 2022 –  Leopard Pro Cycling (tot 31-07)
- 2022 –  UAE Team Emirates (vanaf 01-08)
- 2023 –  Tudor Pro Cycling Team
- 2024 –  Tudor Pro Cycling Team
- 2025 –  Tudor Pro Cycling Team

Bohli · Brun · Charrin · de Kleijn · J. Eriksson · L. Eriksson · Froidevaux · Heming · Kamp · Kelemen · Kluckers · Kolze Changizi · Pellaud · Pluimers · Reichenbach · Suter · Thalmann · Voisard · Wilksch (vanaf 5/8) · Wirtgen · Zijlaard
Bohli · Brenner · Brun · Charrin · Dainese · de Kleijn · J. Eriksson · L. Eriksson · Froidevaux · Heming · Kamp · Kelemen · Kluckers · Kolze Changizi · Krieger · Mayrhofer · Pellaud · Pluimers · Reichenbach · Rondel (vanaf 20/7) · Storer · Stork · Suter · Thalmann · Trentin · Voisard · Wilksch · Wirtgen · Zijlaard